# Segunda División Peruana 1948
La Segunda División Peruana 1948, la 6ª edición del torneo, fue jugada por siete equipos y fue organizada por la Asociación No Amateur. 
El ganador del torneo, Centro Iqueño, logró el ascenso a la Primera División de 1949. No hubo descenso.

## Ascensos y descensos
| Posición | Ascendido a Primera División 1948 |
| -------- | --------------------------------- |
| 1º       | Jorge Chávez                      |

| Posición | Descendido de Primera División 1947 |
| -------- | ----------------------------------- |
|          | No hubo                             |

| Posición | Ascendido de Liga Regional 1947 |
| -------- | ------------------------------- |
| 1º       | Defensor Arica                  |

| Posición | Descendido a Liga Regional 1948 |
| -------- | ------------------------------- |
| 8º       | Telmo Carbajo                   |

## Equipos participantes
| Club                   | Ciudad     |
| ---------------------- | ---------- |
| Association Chorrillos | Chorrillos |
| Atlético Lusitania     | Lima       |
| Carlos Concha          | Callao     |
| Centro Iqueño          | Lima       |
| Defensor Arica         | Lima       |
| Santiago Barranco      | Barranco   |
| Unión Callao           | Callao     |

## Tabla de posiciones
| # | Club                   | PTS |
| - | ---------------------- | --- |
| 1 | Centro Iqueño          | 19  |
| 2 | Santiago Barranco      | 16  |
| 3 | Unión Callao           | 16  |
| 4 | Atlético Lusitania     | 10  |
| 5 | Carlos Concha          | 8   |
| 6 | Defensor Arica         | 8   |
| 7 | Association Chorrillos | 7   |

Fuente: Revista Equipo
|  | Campeón y ascendido a la Primera División de 1949 |

## Nota
1. ↑  Con respecto al torneo anterior no hubo descenso de ningún equipo de la Primera División 1947. Universitario de Deportes y Sporting Tabaco igualaron en puntos en el último lugar, por lo que debía de jugarse un partido extra para determinar al equipo que descendería, pero éste no se llegó a disputar.